# Axapusco
Axapusco es una población mexicana del Estado de México y cabecera del municipio de Axapusco, está ubicada al noreste de la Ciudad de México y al oeste del municipio.

## Economía
La economía del pueblo de Axapusco es muy variada, aunque el mayor auge es el comercio. Sus principales actividades económicas son la agricultura, pirotecnia, el comercio y el turismo.

## Cultura
El municipio de Axapusco cuenta con una amplia cultura virreinal plasmada en las diferentes ex haciendas e iglesias virreinales que forman del patriminio intangible del municipio

### Casa de cultura
Promover la prestación de servicios culturales encaminados en la enseñanza artística y el fomento a la creatividad; impulsar el empleo comunitario a través de cursos o talleres y difundir las manifestaciones y valores artísticos locales y nacionales.     
Actividades:  Cursos, talleres y presentaciones artísticas y culturales.
El municipio también cuenta con varias bibliotecas.

## Turismo
Axapusco fue declarado Pueblo con Encanto por el gobierno del Estado de México el 11 de marzo de 2013, lo cual es una primera etapa para iniciar la implementación de infraestructura turística, rescate y difusión de las costumbres y tradiciones, así como la recuperación de fachadas en pueblos pintorescos con edificios emblemáticos y paisajes naturales.

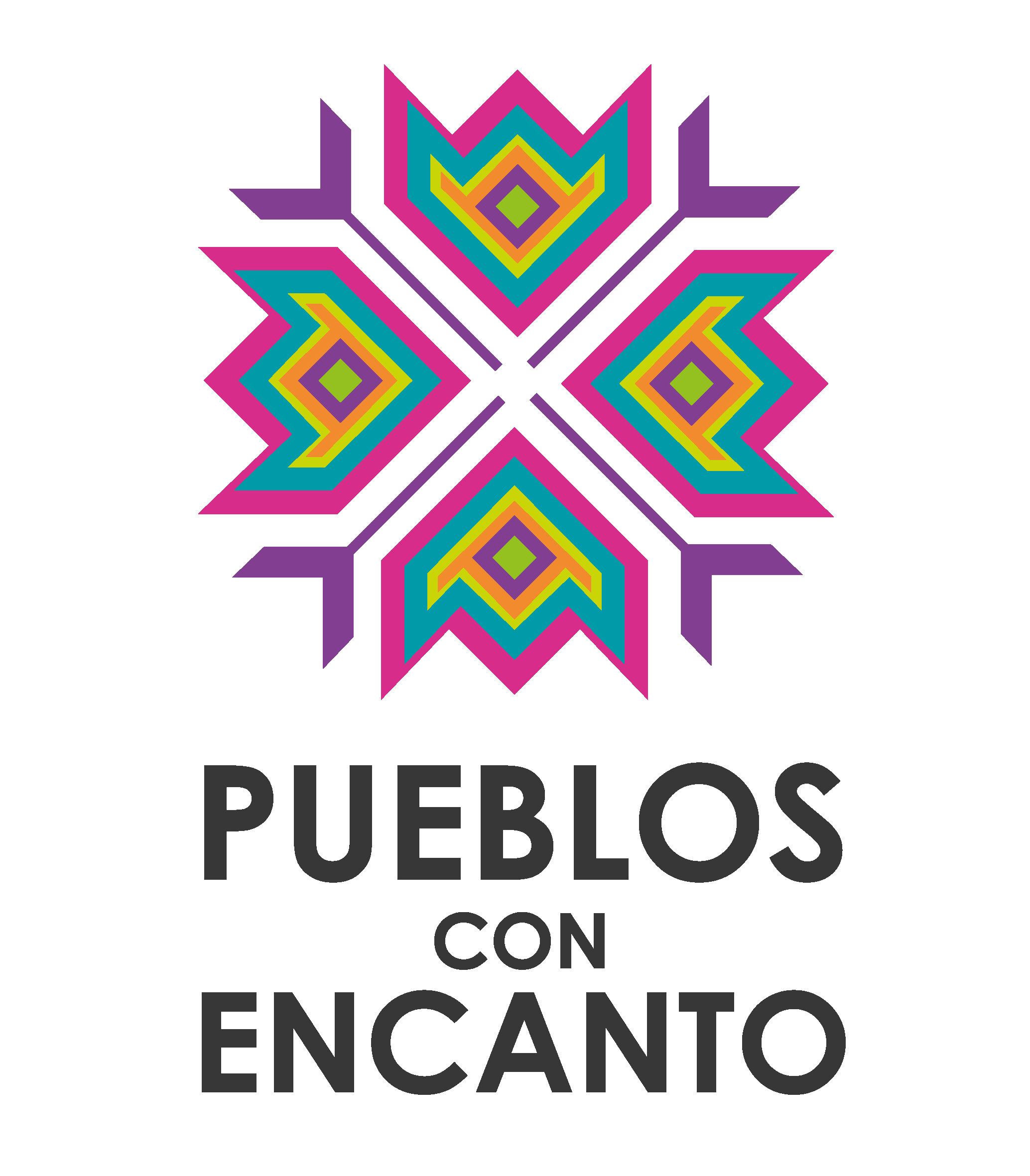
Pueblos con Encanto Edómex

Dentro el municipio y comunidades aledañas se encuentran varias ex haciendas e iglesias de la época virreinal consideradas como patrimonios históricos de la región: 
- Ex Hacienda de San Miguel Ometusco: Hacienda de finales del siglo XVII, fue la mayor productora de pulque. En la actualidad es un hotel con la magia y tranquilidad de aquella época, pero con las comodidades y servicios del siglo XXI. Encontrarás Experiencias únicas e Inolvidables.[5]

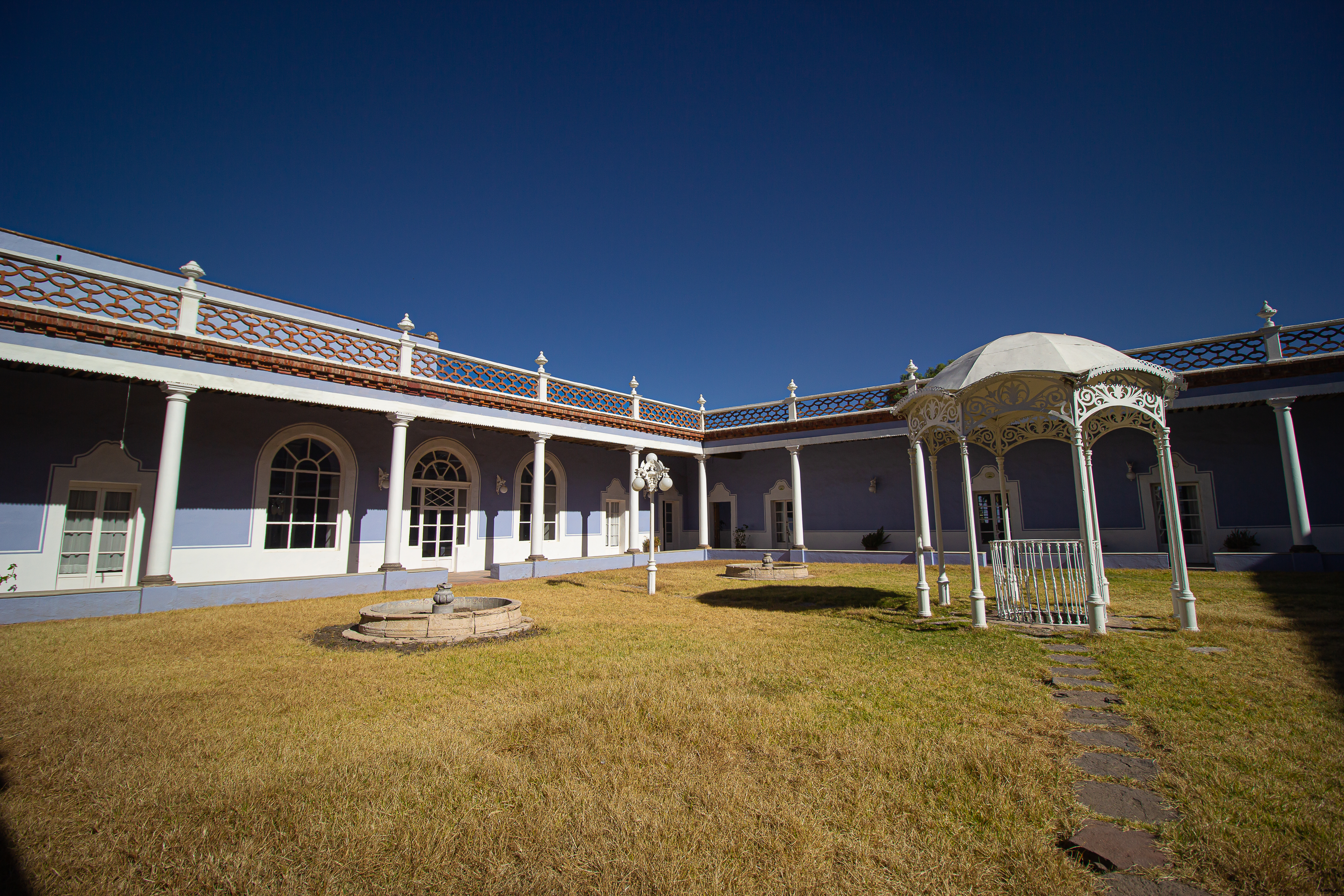
San Miguel Ometusco, Axapusco

- San Miguel Ometusco, AxapuscoOmetusco (Terminal del Valle-Veracruz): La estación Ometusco se edificó sobre el ramal a Pachuca por medio de la concesión 101 con fecha 12 de abril de 1888. Por decreto del 21 de mayo de 1889 se aprobó el contrato celebrado con el C. José I. Martínez, en representación del Ferrocarril Mexicano, para la construcción de este ferrocarril. El 26 de mayo de 1890 se reformó el contrato anterior ampliando los plazos para la terminación de la línea, la cual se llevó a cabo y constituye un ramal del Ferrocarril Mexicano.[6]
- Xala (Terminal del Valle-Veracruz): Estación edificada sobre la línea México-Veracruz del antiguo Ferrocarril Mexicano. La primera concesión para la construcción de esta línea fue otorgada en 1837, dicha concesión fue cancelada pero posteriormente, poco a poco en medio de conflictos bélicos internos y externos, la línea con cerca de 424 kilómetros fue concluida y puesta en servicio el 1 de enero de 1873, aunque varios de sus tramos habían sido puestos en servicio con anterioridad.[7]

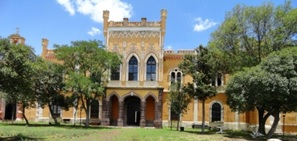
Hacienda Soapayuca

- Hacienda SoapayucaHacienda Soapayuca: La hacienda tiene sus raíces en el siglo XVIII, cuando fue construida como una hacienda ganadera, muy cerca del Valle de Teotihuacán y fue modificada en el siglo XIX al estilo neogótico por el arquitecto Antonio Rivas Mercado. Durante su época dorada, la Hacienda de Soapayuca era conocida como uno de los mayores productores de pulque de la región.[8]

Iglesia Axapusco

- Iglesia AxapuscoTemplo de San Esteban Protomártir: Templo de la Orden franciscana del siglo XVI, construido en la cabecera municipal de Axapusco, considerado como uno de los templos más hermosos de la región.Cuenta con un majestuoso retablo con acabado en hoja de oro y una capilla especial para adorar a la Virgen de Guadalupe. Al interior se encuentra una pintura traída de España por fray Bartolomé de Olmedo y se observan decoraciones con elementos de oro, destacando su altar mayor, que fue decorado con lámina del metal dorado en el siglo XVIII.[9]
- Capilla de Santa Cruz Tlamapa
- Templo de Santa María Aticpac: Es un lugar de encuentro y oración para la comunidad religiosa de Santa María Aticpac. Aquí encontrarás una atmósfera de paz y tranquilidad para reflexionar y conectarte con lo divino.
- Capilla de Guadalupe Relinas
- Capilla de San Felipe Zacatepec
- Ex convento y parroquia de Santo Domingo Aztacameca[10]

## Patrimonio intangible

### Fiestas patronales
- San Esteban Protomártir - 26 de diciembre
- San Bartolomé -  en el mes de agosto

### Ferias
- Feria Nacional de las Cactáceas - mes de octubre o noviembre

### Festivales
- Festival De Las Flores- mes de marzo o abril[11]

### Artesanías
- Alfarería
- Cerámica
- Vidrio

### Gastronomía
- Barbacoa
- Mixiotes
- Tlacoyos
- Escamoles
- Pulque
- Destilados del Maguey[10]

## Deporte
El municipio cuenta con tres lugares para hacer diversas actividades deportivas:
- Deportivo Axapusco
- Plaza Estado de México Deportivo Toltecapan
- Auditorio Municipal

## Explosión de un ducto de Pemex
El 25 de marzo de 2019, habitantes de la comunidad Ejidos de Xala, perteneciente a Axapusco, reportaron el incendio de un ducto de la empresa Petróleos Mexicanos, debido a una explosión que ocurrió a las 01:00 horas de la madrugada, "a la altura del kilómetro 18 de la carretera Ciudad Sahagún-Otumba".

## Relaciones Internacionales

### Hermanamientos
- Acapulco, México (2020)[13]
- Mazatlán, México (2020)[14][15][16]